# 올리버 차이들러
올리버 차이들러(독일어: Oliver Zeidler, 독일어 발음: [ˈɔlɪvɐ ˈtsaɪdlɐ], 1996년 7월 24일~)는 독일의 조정 선수이다. 2024년 하계 올림픽 남자 조정 싱글 스컬 종목에서 금메달을 획득했으며 세계 선수권 대회에서 금메달 3개를 획득했다.

## 경력
2018년에 독일 국가대표로 발탁되었다.

## 개인사
차이들러의 가족들은 조정 선수로 활동했다. 조부인 한스요한 페르버는 1972년 하계 올림픽에서 금메달과 동메달을 획득했으며 고모인 유디트 차이들러 또한 1988년과 1992년 하계 올림픽에 참가하여 금메달과 동메달을 획득했다. 삼촌인 마티아스 웅게마흐도 1992년과 1996년 하계 올림픽에 참가했다.
여동생인 마리 차이들러도 조정 선수로 활동하여 독일 청소년 대표와 성인 대표로 활동했다.